# Техејма (Калифорнија)
Техејма (енгл. Tehama) град је у америчкој савезној држави Калифорнија. По попису становништва из 2010. у њему је живело 418 становника.

## Демографија
Према попису становништва из 2010. у граду је живело 418 становника, што је 14 (3,2%) становника мање него 2000. године.
| Група             | 2000.       | 2010.       |
| Белци             | 315 (72,9%) | 322 (77,0%) |
| Афроамериканци    | 3 (0,7%)    | 6 (1,4%)    |
| Азијати           | 0 (0,0%)    | 1 (0,2%)    |
| Хиспаноамериканци | 85 (19,7%)  | 57 (13,6%)  |
| Укупно            | 432         | 418         |